# Georg Tanner (Jurist)
Georg Tanner (* zwischen 1515 und 1520 in Emmersdorf; † Ende 1580/Anfang 1581 in Wien) war ein österreichischer Jurist, Gräzist und Humanist.

## Leben
Georg war der Sohn eines Kaspar Tanner, den er als „in republica Eberstorfensi D. Maximiliani Quaestor“ bezeichnet. Sich selbst nannte Georg „Emerstorfensis (auch Eberstorfensis) Pannonicus, Austriacus“.
Anscheinend absolvierte Tanner seine philologische und juristische Ausbildung in Leipzig. Von 1540 bis 1556 bildete er sich auf einer Reise durch Südwesteuropa („Deutschland, die Westschweiz, Frankreich und Italien“) wissenschaftlich fort. Dabei erwarb er griechische Codices und machte sich um deren Abschrift verdient.
1549 war er Schüler des Franciscus Duarenus und auch des Baro. 1551 lernte er in Basel Bonifacius Amerbach und wenig später in Lausanne Franciscus Hotomanus kennen. Mit ersterem war er in den Jahren 1553 bis 1556 in Padua, wo sie gemeinsam Vorlesungen der Juristen Panzirolus und Gribaldus und des Philologen Robertellus hörten. Wenngleich Tanner seinen Gefährten Amerbach in Briefen seinen „Mitschüler“ nannte, war Tanner wohl eher Amerbachs Mentor. 1554 waren sie zu Christi Himmelfahrt in Venedig.
1555 erwarb er in Ancona die synopsis minor, ein an die Synopsis maior angelehntes Gesetzbuch und beabsichtigte, es neu herauszugeben.
Zwischen 1553 und 1556 in Padua fertigte er mit außerordentlichem Aufwand eine zweite Abschrift der griechischen Novellen vom Original in der Marcus-Bibliothek an. Anfang 1556 sandte er sie an Amerbach, um den Druck zu vermitteln. Weil sich der Verleger Herwagen dafür zu viel Zeit ließ, forderte Tanner seine Abschrift im Mai 1561 zurück. Er stimmte aber zu, dass Heinrich Agyläus sie vor der Rücksendung in Basel für seine verbesserte Übersetzung verwendete. Tanners Abschrift ging später verloren, hatte dadurch aber immerhin einen Zweck erfüllt. Roderich von Stintzing beschrieb diese Ereignisse in der Einleitung seiner Denkschrift „Georg Tanner's Briefe an Bonif. und Basil. Amerbach 1554—67“ quellen- und detailgetreu.
Am 8. Januar 1557 wurde Tanner zum professor graecarum literarum der Wiener Universität ernannt, im August desselben Jahres empfing er auch die Lectura graecae grammaticae. Im Oktober holte er sich in Padua den Doktorhut, wobei er bei seiner Rückkehr im November von seinen Schülern mit Huldigungsgedichten empfangen wurde. Noch im Jahr 1557 wurde er auch in die philosophische und juristische Fakultät aufgenommen – eine Ehre, die auch schon anderen Professoren vor ihm zuteilwurde. 1565 und 1574 war er Dekan der Juristenfakultät. Weil bei Tanners Wahl zum Rektor im Jahr 1563 die facultas artium übergangen worden war, wurde sie wiederholt und der Dekan der Artistenfakultät Georg Müschler gewählt. 
Tanner hinterließ die drei Söhne Kaspar, Georg und Franz, wie aus der Matrikel der Universität hervorgeht. Aus dem „zweiten artistischen Decanate Tanner's [am] 19. April 1580“ geht hervor, dass er an diesem Tag noch lebte. Weil Steph. Griessauer im Jahr 1581 schon als Dekan der Artistenfakultät verzeichnet ist, scheint Tanner noch im Jahr 1580 oder kurz darauf verstorben sein.
Wie aus den von Stintzing veröffentlichten Briefen hervorgeht, war Tanner nach Eisenharts Worten ein Gelehrter „von gründlicher philologischer Bildung, ausdauerndem Fleiße, regsamem Geiste [...], welcher die großen Ereignisse des Tages mit offenem Auge verfolgte.“
Stintzing war der Ansicht, Tanner habe zumindest eine „Neigung zum Protestantismus“, während letzterer, wie aus einem Brief hervorgeht, gewiss kein Katholik war. De Wal hingegen ging von einer eigentlich calvinistischen Gesinnung Tanners aus.

## Werke (Auswahl)
- Epithalamia, 1563. (Digitalisat)